# Dacan Gunzėčojnėj
Il Dacan Gunzėčojnėj (in russo Дацан Гунзэчойнэй? (tib. ཀུན་བརྩེ་ཆོས་གནས་གྲྭ་ཚང), dal tibetano "la fonte degli insegnamenti del Omnicompassionevole) di San Pietroburgo è il più antico Tempio buddhista fondato in Europa.

## Storia

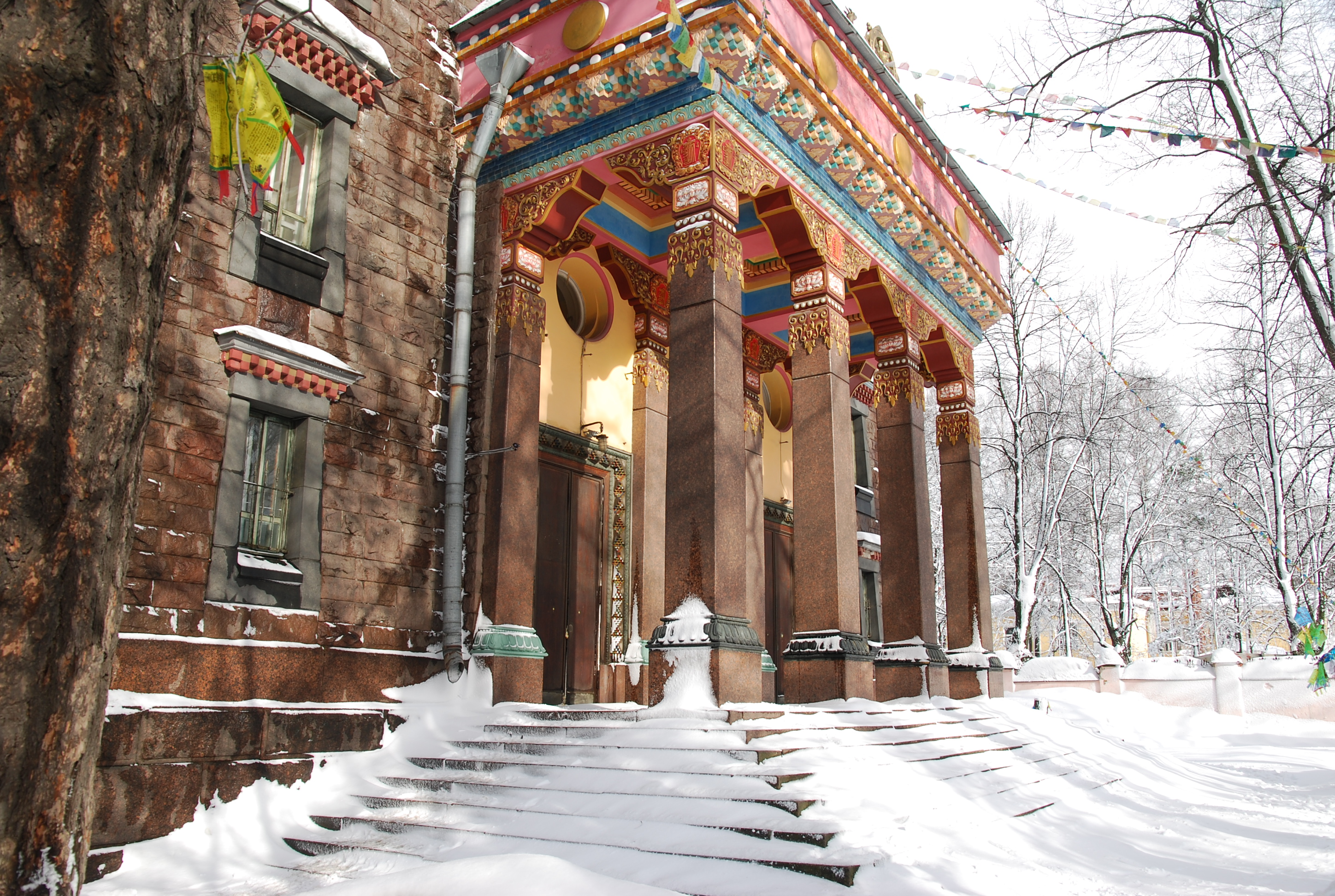
Il portale di ingresso al Dacan

Fu costruito grazie agli sforzi del monaco gelugpa buriato Agvan Doržiev (1854–1938) che ottenne dal XIII Dalai Lama un donativo di 50.000 rubli e, nel 1909, il permesso di costruzione dallo zar Nicola II sul Primorskij prospekt, nel distretto settentrionale di Primorskij.
La cerimonia di consacrazione e inizio lavori fu celebrata il 21 febbraio 1913, seguita dalla cerimonia di consacrazione delle statue, tenuta il 9 giugno 1914, quella del Buddha storico, dono del sovrano del Siam Rama VI, e quella di Buddha futuro, dono del consolato russo di Bangkok. La fine dei lavori di costruzione portarono alla consacrazione del monastero il 10 agosto 1915 sotto la protezione del ciclo tantrico non duale del Kālacakra. Pertanto precedette di nove anni la costruzione a Berlino del monastero theravada "Buddhistische Haus" su impulso di Paul Dahlke (1865-1928), che fu il secondo monastero buddista edificato, nel 1924, sul continente europeo.
L'architetto del complesso monastico fu Gavriil Vasil'evič Baranovskij che ideò uno stile eclettico basato sull'Art Nouveau e sullo stile tradizionale mongolo-tibetano. Le vetrate furono preparate dal pittore Nikolaj Konstantinovič Roerich.

### Durante la rivoluzione russa

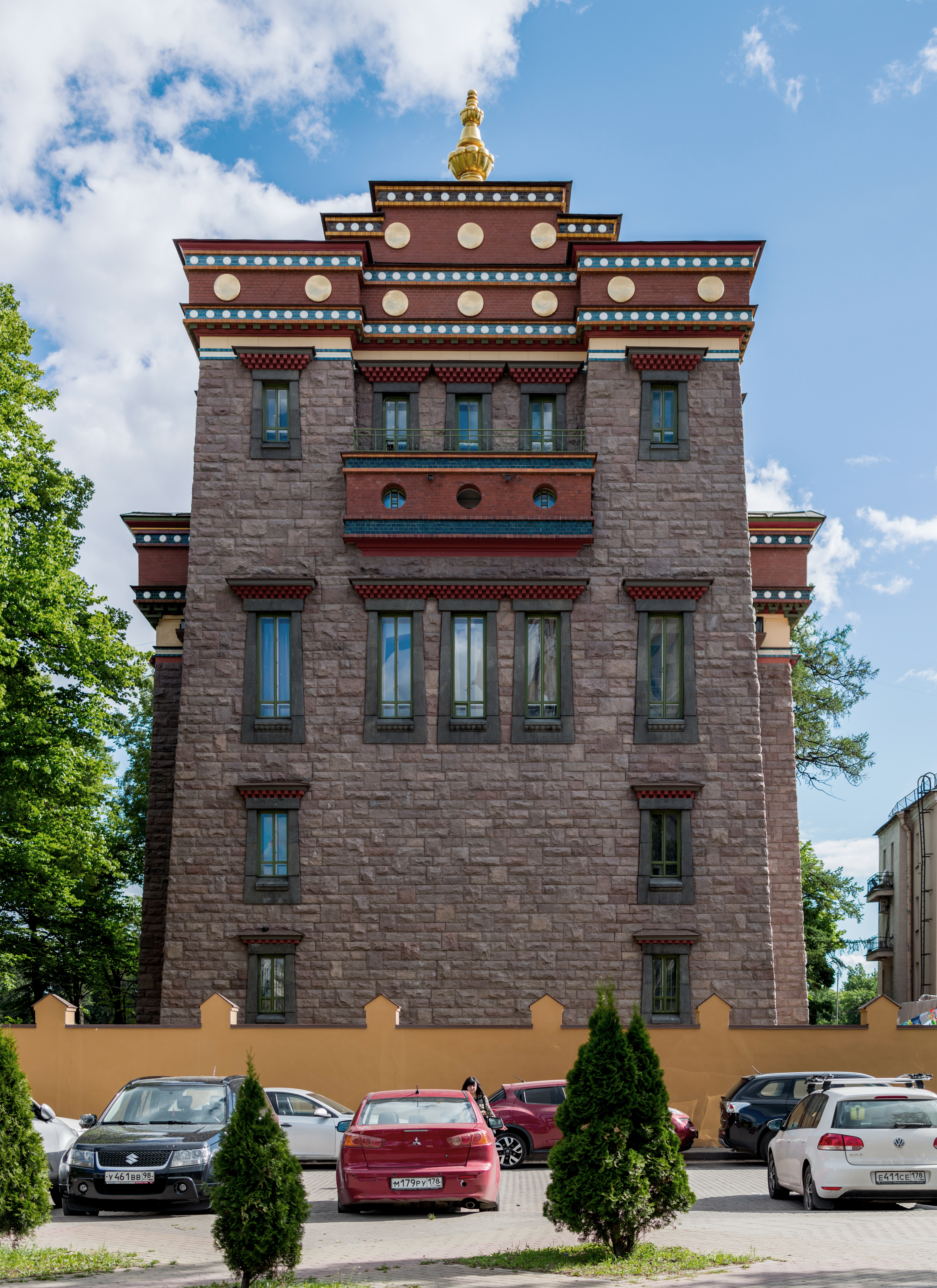
Il Dacan Gunzėčojnėj

Con la rivoluzione russa del 1917 il monastero fu brevemente occupato dalle truppe in lotta e restaurato nel 1922. Nel 1926 fu dichiarato sede della missione diplomatica tibeto-mongola e così ottenne l'immunità diplomatica dalle requisizioni bolsceviche. Dal 1934 iniziarono gli arresti dei monaci buriati, allora cittadini sovietici. Anche Agvan Doržiev fu arrestato nel 1937 e il monastero, nell'aprile 1938 fu saccheggiato e chiuso. Le statue e gli oggetti cerimoniali furono trasferiti nel Museo di Religione e Ateismo allora alloggiato nella sconsacrata cattedrale di Kazan. Il Dacan Gunzėčojnėj fu trasformato in palestra per il sindacato degli operai edili. Negli anni '60 divenne un centro di esperimenti su animali dell'Istituto Zoologico di Leningrado. Nel 1970, per la riconosciuta importanza dell'edificio, questo passò alla diretta proprietà dello stato.

### Ripristino
Nel 9 luglio 1990 il monastero riacquistò il nome originario e fu restituito dall'Unione Sovietica alla comunità buddista di Leningrado. Nel gennaio 1991 Tenzin-Khetsun Samayev, un buriato ordinato monaco dal Dalai Lama nel suo esilio a Dharamsala, si insediò come nuovo abate. Nel 1994 una nuova statua del Buddha, opera di artisti mongoli, è stata installata nella sala principale.
Il 14 luglio 2004, per il 150º anniversario della nascita del fondatore Agvan Doržiev fu collocata una lapide commemorativa ed il noto tibetalogo americano Robert Thurman, tenne un discorso in memoriam.
Nel 2007 la comunità residente ha raggiunto i dieci monaci, sufficienti per l'ordinazione di altri monaci secondo le regole monastiche.